# Хеймвер

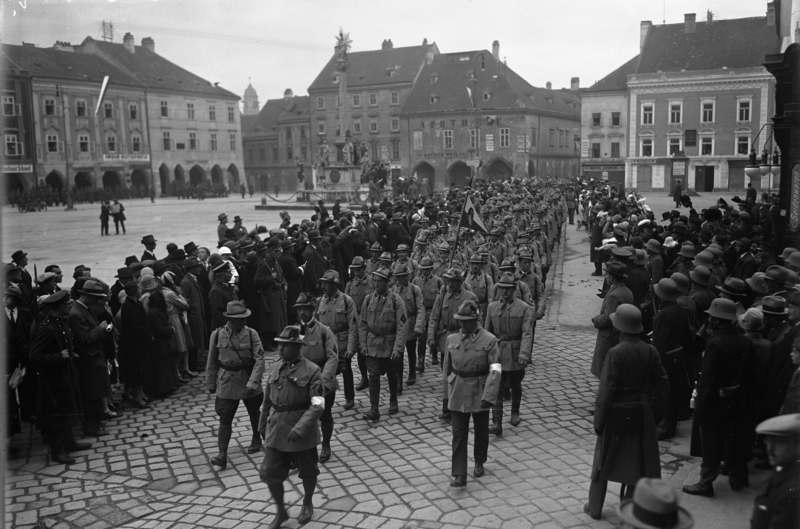
Парад хеймвера в Винер-Нойштадт

Хеймве́р (нем. Heimwehr — отряды самообороны) — «Союз защиты родины» — националистическое, военизированное объединение, которое действовало в Австрии с 1919 по 1938 год. По методам, организационной структуре и идеологии похоже на Добровольческий корпус (нем. Freikorps).
Хеймвер создан, в основном, из солдат, демобилизованных после Первой мировой войны. Как и у германского фрайкора, у этого объединения отсутствовало единое руководство и политическая программа, но были активные региональные группы. Например, в Верхней Австрии они участвовали в подавлении забастовок. Хеймвер также участвовал в вооружённом подавлении забастовки в Вене 15 июля 1927 года. После 1927 года хеймверу оказывал поддержку Муссолини за обещание защиты итальянской границы от немецкой угрозы взамен признания Южного Тироля итальянской территорией.
Хеймвер продолжал испытывать несогласованность действий в национальном масштабе вплоть до 1930 года, когда лидеры хеймвера приняли программу, которая фактически была платформой фашистской партии. Программа основана на австрийском национализме (в отличие от пангерманского национализма немецких нацистов), в ней отвергалась парламентская демократия и марксизм, взамен предлагалась диктатура и отказ от классовой борьбы (австрофашизм).
За хеймвер проголосовали около 6 % избирателей (250 000 голосов) на выборах 1930 года, что обеспечило ему 8 мест в парламенте. Несмотря на это, хеймвер вскоре снова распался на региональные группы частично из-за разногласий после победы на выборах. В 1931 году лидер хеймвера в Штирии Вальтер Пфример (нем. Walter Pfrimer) совершил попытку государственного переворота, но не получил поддержки от других лидеров объединения. После этого многие группы хеймвера, включая штирийскую, присоединились к Нацистской партии. Хеймвер, наравне с правительственными войсками, подавлял февральское восстание 1934 года в Австрии.
Лидерами хеймвера являлись Рихард Штейдле, затем Эрнст Штаремберг, глава одноимённого княжеского рода. Важную роль в развитии хеймвера, особенно в Тироле, сыграл командир германского фрайкора Вальдемар Пабст (его подразделение в январе 1919 года совершило убийство К. Либкнехта и Р. Люксембург), эмигрировавший в Австрию после капповского путча.
В дальнейшем Энгельберт Дольфус создал Отечественный фронт, в который объединил Христианско-социальную партию и остатки хеймвера (после этого последний прекратил своё существование как политическое объединение).